# Dendrobium aphanochilum
Dendrobium aphanochilum är en orkidéart som beskrevs av Friedrich Fritz Wilhelm Ludwig Kraenzlin. Dendrobium aphanochilum ingår i släktet Dendrobium, och familjen orkidéer.
Artens utbredningsområde är Moluckerna. Inga underarter finns listade i Catalogue of Life.